# Nicolae Grigorescu (kunstschilder)

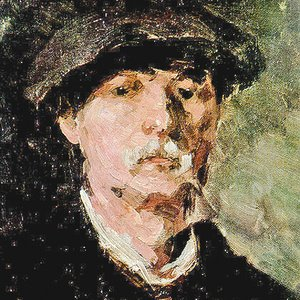
Nicolae Grigorescu, zelfportret

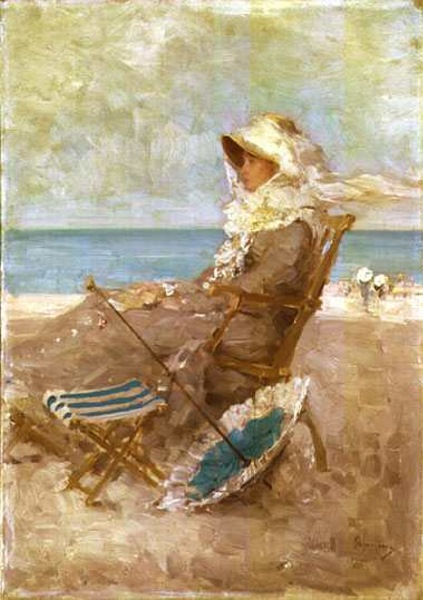
Aan zee

Nicolae Grigorescu (Pitaru, 15 mei 1838 – Câmpina, 21 juli 1907) was een Roemeens kunstschilder. Hij wordt overwegend gerekend tot het impressionisme.

## Leven en werk
Grigorescu werd geboren in een eenvoudig milieu. Na de dood van zijn vader verhuisde hij in 1843 met zijn familie naar Boekarest, waar hij in de leer ging bij iconenschilder Anton Chladek vervolgens en muurschilderingen maakte voor kerken en kloosters. Daarmee verdiende hij in 1861 een studiebeurs, waarna hij afreisde naar Parijs. Hij ging studeren aan de École des Beaux-Arts, maar verliet verliet de opleiding om zich aan te sluiten bij de School van Barbizon. Te Barbizon werkte hij met vooraanstaande kunstschilders als Jean-François Millet, Jean-Baptiste Camille Corot, Gustave Courbet en Théodore Rousseau. Hij raakte in de ban van het pleinairisme en zijn stijl neigde allengs van het academisch-realisme naar het impressionisme. Zijn kleurenpalet werd ook steeds lichter.
Grigorescu's naam groeide snel. In 1867 exposeerde hij met zeven werken op de Parijse wereldtentoonstelling. In 1868 had hij veel succes met een expositie in de Parijse salon en in 1873 ook te Boekarest, op de tentoonstelling 'Levende kunstenaars'. In 1889, inmiddels door velen gezien als de belangrijkste Roemeense kunstschilder, was hij opnieuw aanwezig op de wereldtentoonstelling te Parijs. Tussen 1889 en 1906 exposeerde hij er zes keer in het Roemeens Atheneum.
Grigorescu reisde vaak op en neer tussen Roemenië en Frankrijk. In 1873-1874 maakte hij een lange reis door Italië, Griekenland en Oostenrijk (Wenen) en in 1877-1878 was hij oorlogsschilder tijdens de Russisch-Turkse Oorlog. Van 1879 tot 1887 verbleef hij voornamelijk in Bretagne. In 1890 zou hij zich uiteindelijk vestigen te Câmpina, in de Karpaten. Daar zou hij de rest van zijn leven vooral schilderijen maken van het landschap en over het boerenleven, opnieuw in een wat meer realistische stijl. Hij overleed er in 1907, op 69-jarige leeftijd. Volgens zijn wens trokken vier ossen de kar met de zijn kist naar de plaatselijke begraafplaats.
Grigorescu was lid van de Roemeense Academie. Veel van zijn werk is tegenwoordig te zien in het Nationaal Kunstmuseum te Boekarest. In Câmpina bevindt zich een herdenkingsmuseum.

## Aan zee
Een goed voorbeeld van Grigorescu's Frans-impressionistische periode is zijn portret Aan zee, rond 1880 geschilderd aan de kanaalkust. Een mooie jonge vrouw zit op een ongemakkelijke stoel, heeft haar parasol achteloos naast zich neergelegd en staart dromerig in de verte. De zorgeloosheid van de badgasten op de achtergrond contrasteert met de melancholieke sfeer van het schilderij. Grigorescu stond bekend om zijn tedere portretten van jonge vrouwen, die voor hem jeugd en breekbaarheid belichamen. In bijna al zijn schilderijen is een zekere weemoed te bespeuren.

## Galerij

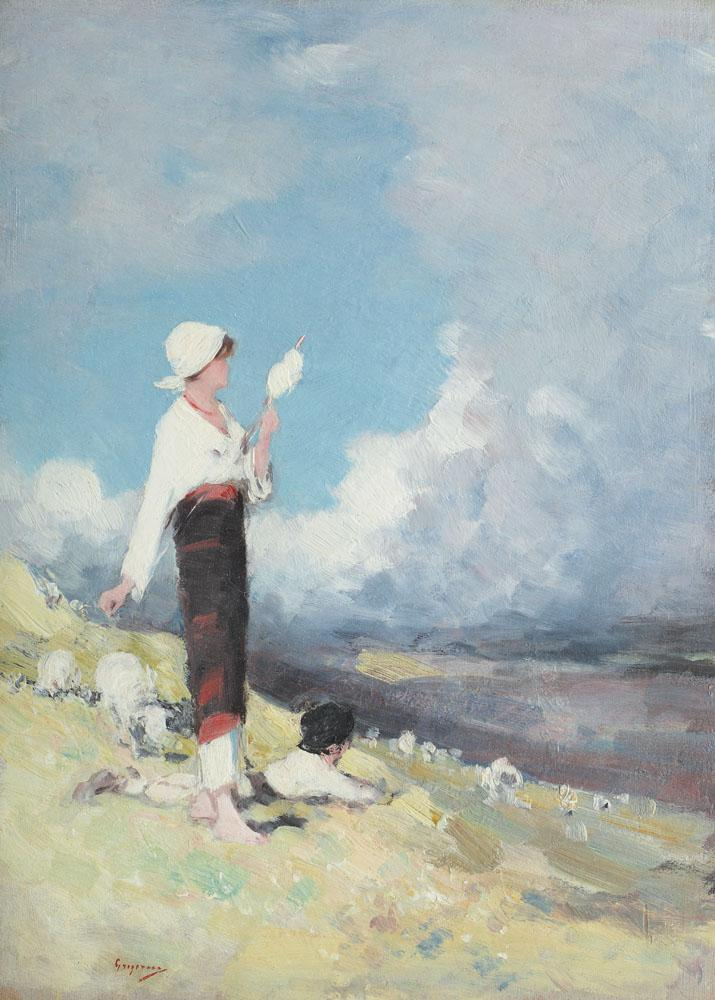
Kinderen met kudde schapen
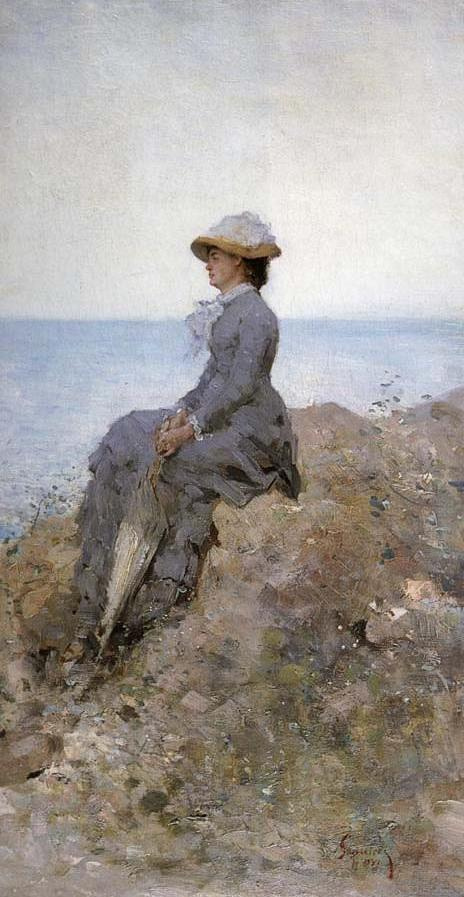
Aan de kust
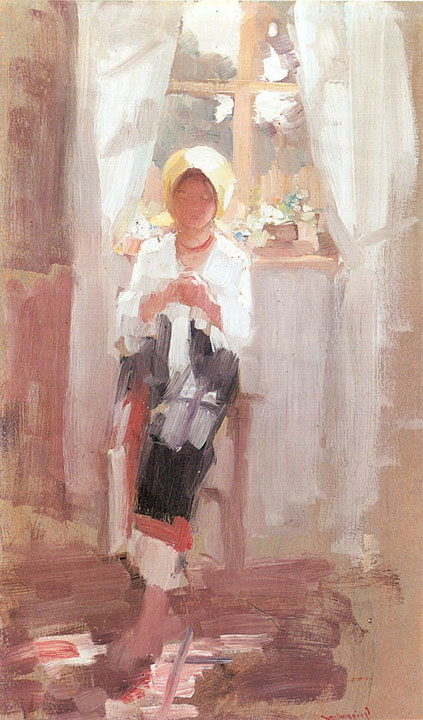
Boerenmeisje, naaiend bij het raam
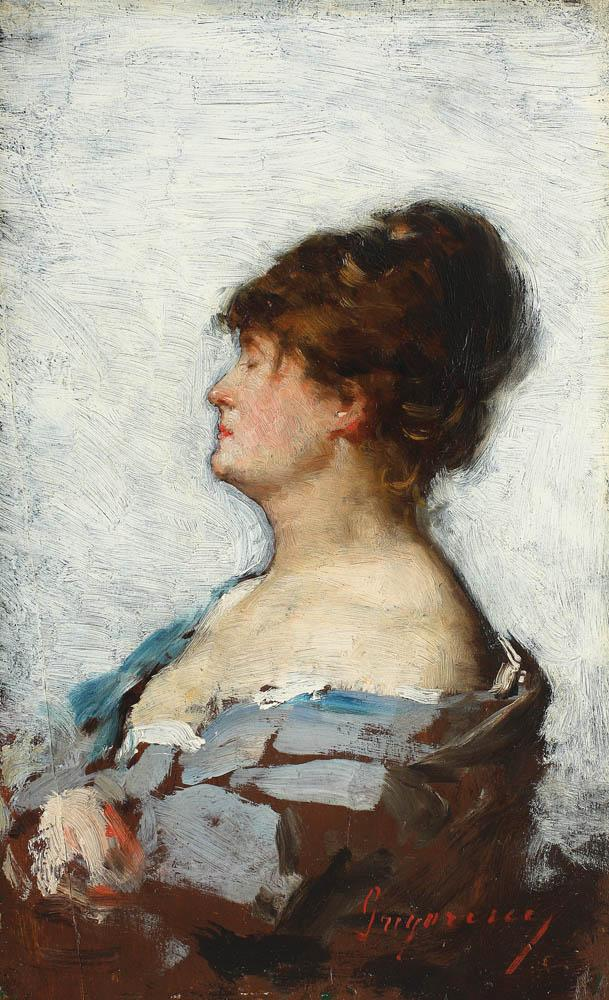
Visare
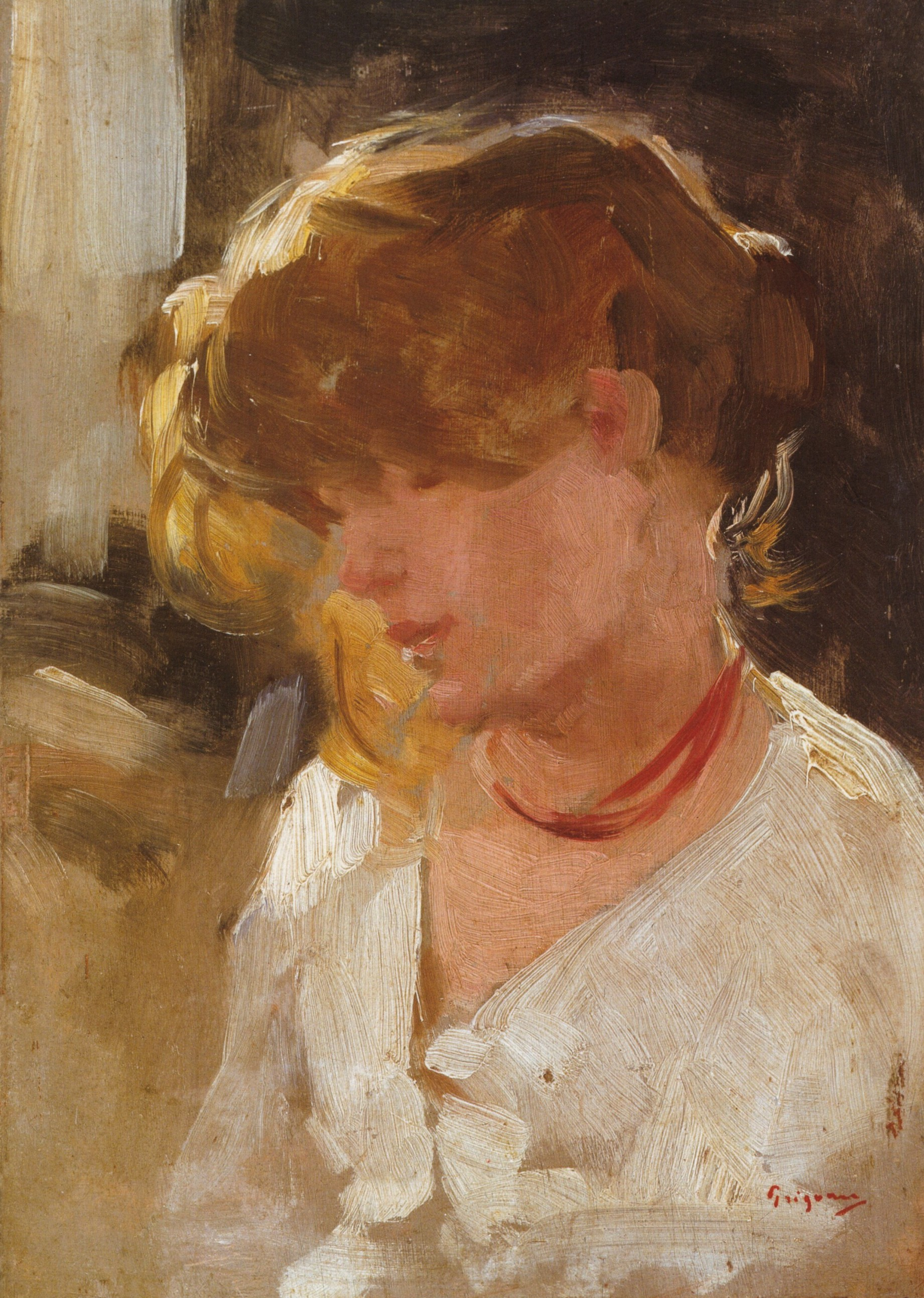
Vrouwenhoofd
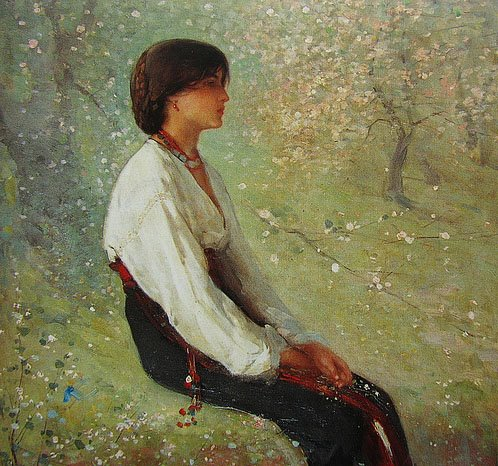
Primavera
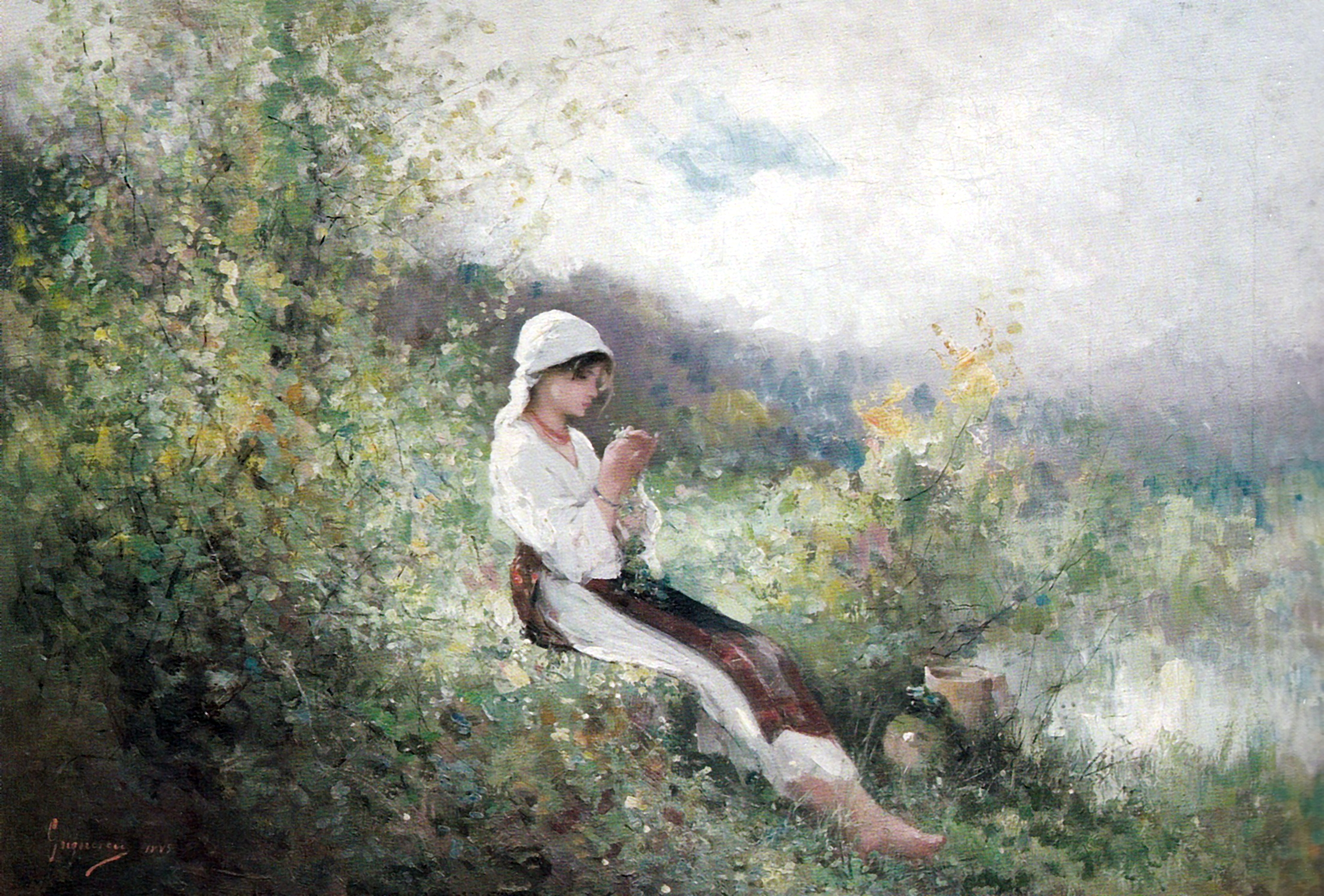
Boerenmeisje in het gras
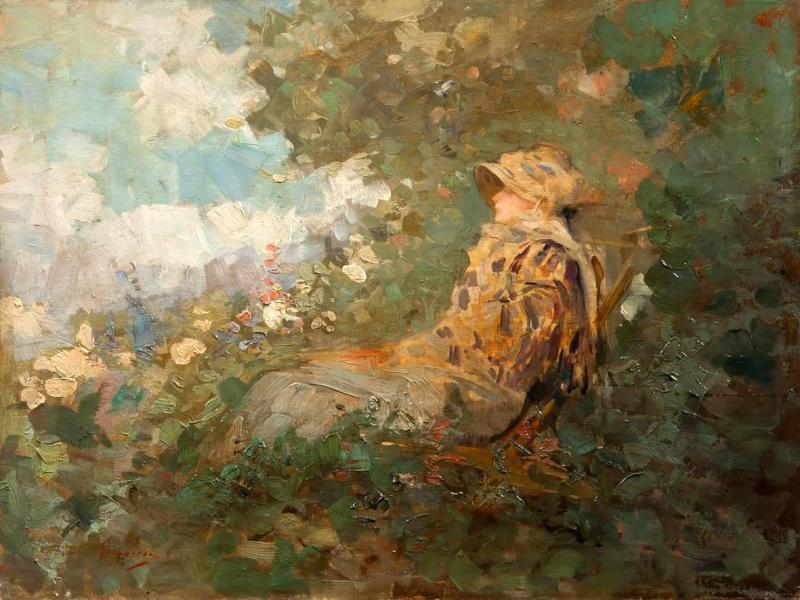
Vrouw in de tuin
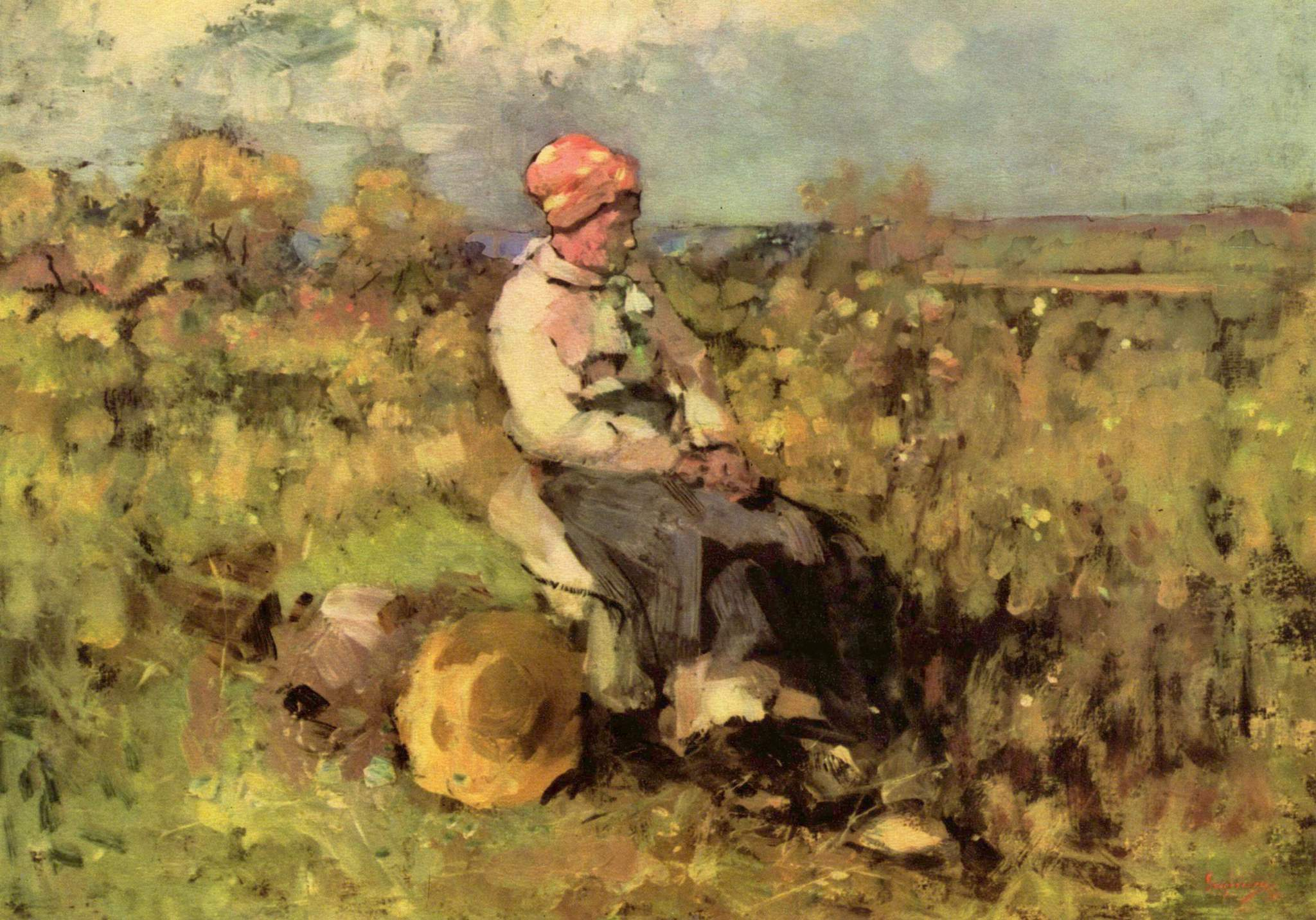
Oude vrouw uit Brolles
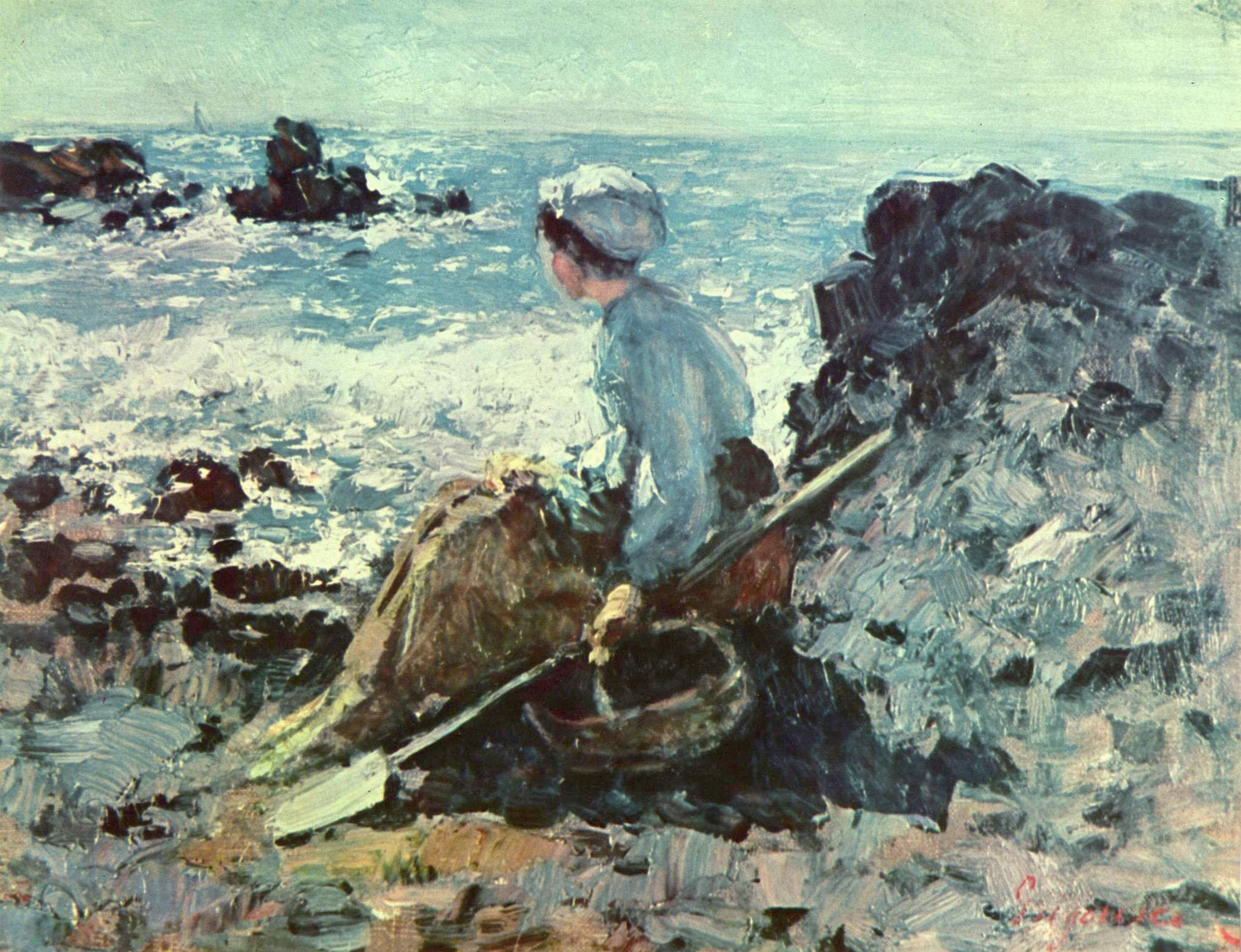
Vissersvrouw uit Granville